# Cartoblatta atra
Cartoblatta atra är en kackerlacksart som beskrevs av Bei-Bienko 1969. Cartoblatta atra ingår i släktet Cartoblatta och familjen storkackerlackor.
Artens utbredningsområde är Vietnam. Inga underarter finns listade.